# 中国共产党第六届中央委员会第六次全体会议
中国共产党第六届中央委员会第六次全体会议，简称“中共扩大的六届六中全会”，1938年9月29日至11月6日，中国共产党扩大的六届六中全会在延安桥儿沟天主堂召开。参加这次全会的有中央委员17人，中央各部门和全国各地区负责人38人。这是1928年中共六大以来到会人数最多的一次中央全会。 
毛澤東在此次會議上首次提出馬克思主義中國化。

## 会议背景
1937年11月，中共驻共产国际代表王明从苏联回国，担任中共中央长江局书记，具体负责领导中国共产党在长江中下游流域的工作。
1937年12月，王明在中央政治局会议（即十二月会议）上作《如何继续全国抗战与争取抗战胜利呢？》的报告，强调“一切经过统一战线”和“一切服从统一战线”，被认为放弃无产阶级领导权。许多与会者根据王明提出的很多错误的或片面的观点，检查总结过去统一战线工作得失，做了“自我批评”，承认有“狭隘观念”和“不策略的地方”，认为过去“把独立自主提得太高”、“夸大了右倾的危险”，“王明同志对许多问题的提法很好”。毛泽东虽然也作了辩白和辩解，但还是采取了忍让的态度，服从了多数的意见。后来毛泽东讲：“十二月会议上有老实人受欺骗，作了自我批评，以为自己错了。而我是孤立的，当时，我别的都承认，只有持久战、游击战、统战原则下的独立自主等原则问题，我是坚持到底的。”会后，以王明为书记、周恩来为副书记的的中共中央长江局和中共中央代表团常驻武汉，负责领导南方各省党的工作和与国民党的谈判，公然与延安的中共中央分庭抗礼，将中央长江局凌驾于中央书记处之上，先斩后奏，很少向中央请示报告；擅自以中央名义发表《中国共产党对时局宣言》、《挽救时局的关键》的文章和谈话，还在武汉大学作了《论抗日民族统一战线》的演讲，散布与中共中央不一致的论调。1938年2月27日至3月1日，王明在中共中央政治局会议作《目前抗战形势与如何继续抗战和争取抗战胜利》的报告提出“以运动战为主，配合以阵地战，辅之以游击战”的战略方针，赞同国民党“统一指挥，统一编制，统一武装，统一纪律，统一待遇，统一作战计划，统一作战行动”，限制独立自主地发展共产党领导的人民战争。毛泽东在会上提出：“在今天的形势下，王明同志不能再到武汉去”，但这个意见由于只得到个别人的支持而没有被采纳。王明回武汉后，正值1938年3月中国国民党临时全国代表大会召开前夕，又擅自起草了《中共中央对国民党临时全国代表大会的提议》，未经中央批准即送交国民党。这个提议提出，“敝党愿尽力赞助贵党在抗日救国大前提下，造成统一的群众运动和统一的群众组织”等。中共中央发现了王明的错误做法，于3月25日给长江局发去《中共中央致国民党临时代表大会电》，针对国民党的片面抗战路线提出了八项建议，责令长江局将这个文件转国民党方面，但为王明所拒绝而没有照办。三月政治局会议决定派遣任弼时前往莫斯科，会同1937年6月赴苏治病的王稼祥向共产国际说明中国抗战和国共两党关系的情况，以使共产国际更多的了解中国的实际和中共现行的政策，争取共产国际的支援。4月14日，王稼祥和任弼时向共产国际提交《中国抗日战争的形势与中国共产党的工作和任务》的书面报告大纲。5月17日王稼祥和任弼时一同出席共产国际执行委员会主席团会议，由任弼时对报告大纲作了口头说明和补充。6月11日，共产国际执委会主席团在经过讨论后通过《关于中共代表团报告的决议案》和《共产国际主席团的决定》，认为“中国共产党的政治路线是正确的”、“完全同意中国共产党的政治路线”。1938年7月，中共驻共产国际代表王稼祥准备起程回国，其在共产国际的职务由任弼时接任。季米特洛夫代表共产国际执行委员会约请王稼祥和任弼时谈话，郑重指出：应该告诉全党，应该支持毛泽东同志为中国共产党的领导人，他是在实际斗争中锻炼出来的，其他人如王明，就不要再争当领导人了。共产国际还拨出30万美元托付王稼祥转交中共中央。1938年8月，王稼祥回到延安，任中共中央军委副主席兼军委总政治部主任兼八路军政治部主任，负责主持中央军委日常工作。1938年9月8日《新华日报》全文刊载了《共产国际执委会主席团的决定》中译文。
1938年9月14日至27日，中共中央政治局举行会议。王稼祥给王明复电指出：“请按时来延安参加政治局会议和六中全会，听取传达共产国际重要指示。你应该服从中央的决定，否则一切后果由你自己负。”政治局会议首先由王稼祥传达共产国际的指示和季米特洛夫的意见：中共一年来建立了抗日民族统一战线，尤其是朱德、毛泽东等领导了八路军，执行了党的新政策，政治路线是正确的；中共在复杂的环境和困难的条件下，真正运用了马克思列宁主义；在中共中央领导机关中，要以毛泽东为核心解决统一领导问题，中央领导机关要有亲密团结的空气。毛泽东先后两次发言，强调党内团结，并论述统一战线中统一与斗争的关系，还特别指出：共产国际指示是这次政治局会议成功的保证，同时又是中共六届六中全会和第七次全国代表大会的指导原则，指示的最主要点是强调党内团结。

## 会议经过
1938年9月29日，中共中央在延安桥儿沟天主堂召开“扩大的六届六中全会”，到会的中央委员和候补委员17人，中央各部门和地方负责人38人。是1928年中共六大以来到会人数最多、会议时间最长的一次中央全会。毛泽东、王稼祥、王明、周恩来、朱德、康生、彭德怀、博古、刘少奇、陈云、项英、张闻天等被选为全会主席团成员。
王稼祥先在会上传达了共产国际和季米特洛夫的指示：“中共的政治路线是正确的”，中共中央的领导机关要“以毛泽东为首”。
毛泽东代表中央政治局作了题为《论新阶段——抗日民族战争与抗日民族统一战线发展的新阶段》的政治报告，报告5万字，分8个部分：一、五中全会到六中全会；二、抗战十五个月的总结；三、抗日民族战争与抗日 。强调“纪律是执行路线的保证，没有纪律，党就无法率领群众与军队进行胜利的斗争。”“必须重申党的纪律：（一）个人服从组织；（二）少数服从多数；（三）下级服从上级；（四）全党服从中央。谁破坏了这些纪律，谁就破坏了党的统一。”
刘少奇作了关于党规党法的报告，强调：“要保证党的团结与统一，除政治上思想上之统一外，条文亦应规定法律上非团结不可，以避免个别人破坏党的团结与统一。并以此党规与党法去教育同志。”
张闻天、周恩来、王明、朱德、项英等同志也分别向会议报告各方面和各地区的工作情况。
毛泽东作结论《战争和战略问题》强调了武装斗争的重要性，阐明了抗日游击战争的战略地位，批判了王明只重视正规战而轻视游击战争的错误观点。
六届六中全会通过了《中共扩大的六中全会政治决议案》《中共扩大的六中全会关于中央委员会工作规则与纪律的决定》《中共扩大的六中全会关于各级党部工作规则与纪律的决定》《中共扩大的六中全会关于各级党委暂行组织机构的决定》等文件。
会后，对中央派出机构作了相应变动，决定撤销长江局，设立中原局和南方局，东南分局改为东南局。中共苏鲁豫皖边区省委改为山东分局。设立中央西北工作委员会、中央华北工作委员会、中央华中工作委员会等。

## 意义
中共扩大的六中全会批准了以毛泽东为代表的中央政治局的路线，批判了王明的右倾投降主义，并撤销了王明负责的中共中央长江局。
李维汉回忆：“季米特洛夫的话在会上起了很大作用，从此以后，我们党就进一步明确了毛泽东的领导地位，解决了党的统一领导问题。”
毛泽东在中共七大时说：“中国党在历史上有两个重要会议。一次是1935年遵义会议，一次是1938年的六中全会。”“六中全会是决定中国之命运的。”“六中全会以前虽然有些著作，如《论持久战》，但是如果没有共产国际指示，六中全会还是很难解决问题的。”